# خوة (تعز)
خوة هي إحدى قرى الجمهورية اليمنية. تتبع جغرافيا لمحافظة تعز وإداريًا لمديرية المعافر. يبلغ تعداد سكانها 3307 نسمة حسب الإحصاء الذي أجري عام 2004.